# William R. King
William Rufus de Vane King (Contea di Sampson, 7 aprile 1786 – Selma, 18 aprile 1853) è stato un politico statunitense, membro del Partito Democratico. Fu il 13º Vice Presidente sotto la presidenza di Franklin Pierce nel 1853, e morì mentre era in carica da un mese.

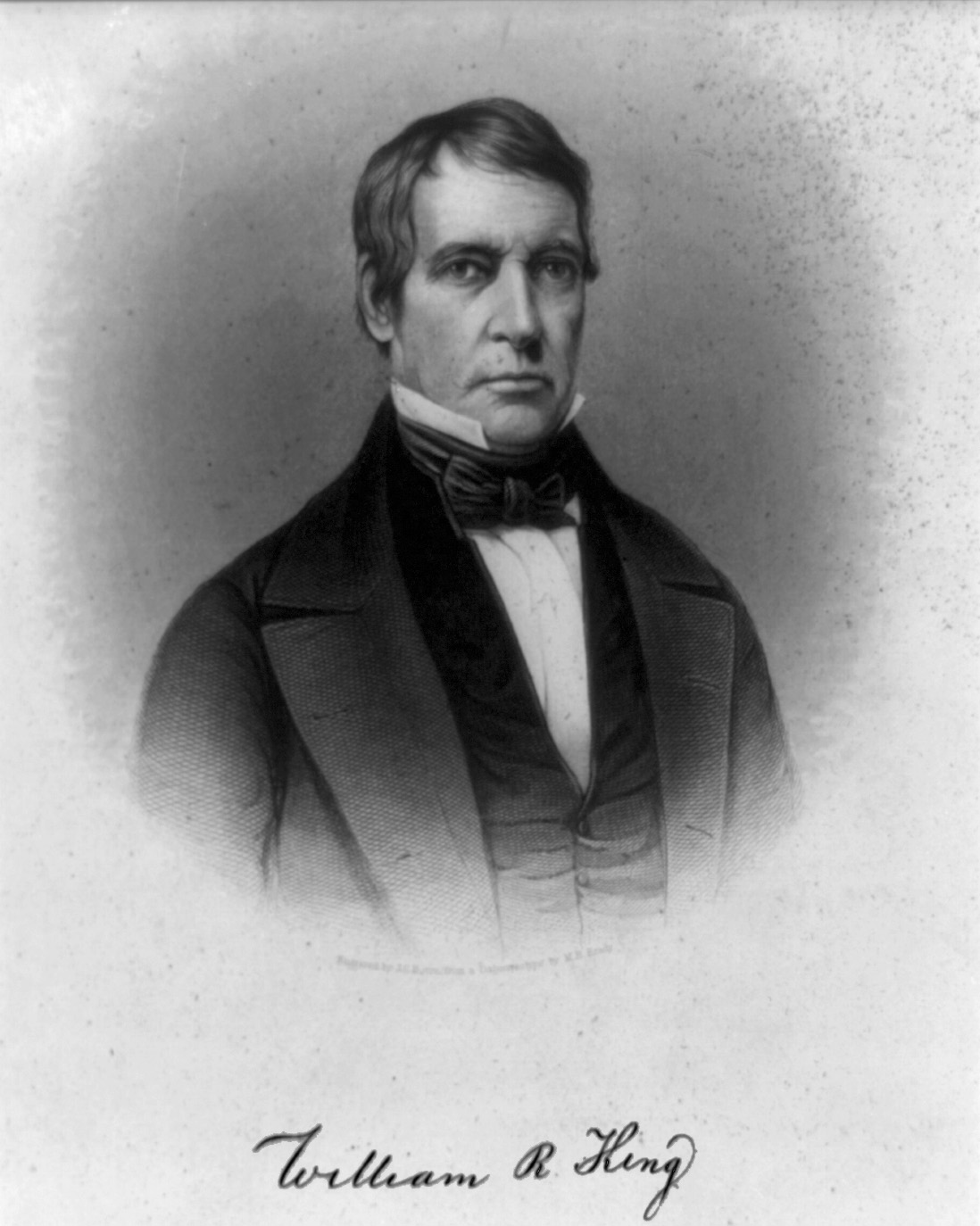
William R. King

King nacque nella contea di Sampson nella Carolina del Nord, e si diplomò all'University of North Carolina nel 1803, cominciando il suo praticantato a Clinton (Carolina del Nord).
Divenne membro della North Carolina House of Commons dal 1807 al 1809 e rappresentante legale della città di Wilmington nel 1810. Venne eletto al XII, XIII e XIV Congresso degli Stati Uniti dove rimase in carica fino al 4 novembre 1816, quando rassegnò le dimissioni.
King divenne Segretario dell'ambasciata americana prima a Napoli e poi a San Pietroburgo.